# 8399 Wakamatsu
8399 Wakamatsu eller 1994 AD är en asteroid i huvudbältet som upptäcktes den 2 januari 1994 av den japanska astronomen Takao Kobayashi vid Ōizumi-observatoriet. Den är uppkallad efter Ken-ichi Wakamatsu.
Asteroiden har en diameter på ungefär 6 kilometer och den tillhör asteroidgruppen Massalia.